# Neoisoglossa fusca
Neoisoglossa fusca är en skalbaggsart som först beskrevs av Adelbert Fenyes 1909.  Neoisoglossa fusca ingår i släktet Neoisoglossa och familjen kortvingar. Inga underarter finns listade i Catalogue of Life.